# Pascale Nadeau
Pour les articles homonymes, voir Nadeau.
 (novembre 2010).
Si vous disposez d'ouvrages ou d'articles de référence ou si vous connaissez des sites web de qualité traitant du thème abordé ici, merci de compléter l'article en donnant les références utiles à sa vérifiabilité et en les liant à la section « Notes et références ».
Pascale Nadeau, née le 2 avril 1960 à Montréal, est une journaliste et une animatrice de télévision québécoise.
De 2008 à 2021, elle est cheffe d'antenne pour Radio-Canada.

## Biographie
Elle est la fille des journalistes Pierre Nadeau (mort en 2019) et France Nadeau, née Johnson (morte en 2019). Après des études au Collège Marie-de-France, elle entre à l'université et reçoit un diplôme en orthopédagogie.
Ayant quitté le métier d'orthopédagogue après un an, elle entre dans le domaine de la télévision en compagnie de son père. Après avoir travaillé à l'émission Déjà 20 ans, elle passe à la radio de la CKAC pour l'émission La Belle Vie avec Pierre Bourgault. Elle fera ses débuts à la télévision à CHLT (TVA) Sherbrooke, puis sera nommée chef d'antenne du Grand Journal au lancement du réseau TQS en septembre 1986. Elle coanime avec Philippe Bélisle l'émission L'Info 5 au lancement de TV5 en septembre 1988.
Elle entre à Radio-Canada en 1989. À partir de 1996, elle devient chef d'antenne du bulletin Montréal ce soir à Radio-Canada, d'abord aux côtés de Pierre Craig puis en solo. En 2001, la direction de Radio-Canada décide de nommer Raymond Saint-Pierre à la barre de Montréal ce soir, reléguant Pascale Nadeau au rang de coanimatrice d'un segment de l'émission. Mais dans la foulée des attentats du 11 septembre, elle décide de passer au Réseau de l'information, où elle anime tous les bulletins de l'heure en semaine le jour, de même que toutes les émissions spéciales (attentats du 11 septembre 2001, crise à l'ONU, chute de Saddam Hussein, guerre en Afghanistan, etc.).
Pascale Nadeau fait le partage travail-famille tout en élevant ses deux adolescents. Son conjoint Martin Cloutier a dirigé le Réseau de l'information, a été directeur de l'information à TVA et à LCN, et dirige maintenant l'Agence QMI.
À la demande de la direction de Radio-Canada, elle est revenue, en 2004, animer le Téléjournal Montréal de 18h.
De septembre 2008 jusqu'à sa démission en 2021, elle anime Le Téléjournal de 22 h du vendredi au dimanche, à Radio-Canada et sur RDI.

### Retraite dans la controverse
En 2021, elle est accusée par une tierce partie au nom d'une personne anonyme[pas clair] et elle est suspendue sans solde. Le rapport confidentiel de l'enquête l'exonère, mais elle exige des excuses de Radio-Canada pour reprendre son poste. Radio-Canada refuse et, le 5 août 2021, elle quitte Radio-Canada pour prendre sa retraite après 38 ans de carrière,. Quelques jours après avoir révélé les vraies raisons de son départ à la retraite dans le quotidien Le Soleil, la majorité des membres de son équipe se manifestent dans une lettre destinée à trois hauts cadres de l'information de Radio-Canada et affirment n'avoir jamais été témoins d'un comportement déplacé de la part de la cheffe d'antenne. D'autres, au contraire, dont sept anciens collègues, se sont confiés au journaliste de La Presse Hugo Dumas et affirment qu'il y avait un climat malsain comme du dénigrement de collègues, des cris sur le plateau et une atmosphère négative. Malgré les révélations des sept anciens collègues en question, Nadeau a refusé de commenter ce qu'on lui reproche dans la chronique d'Hugo Dumas et souligne qu'elle ne commente pas des allégations de personnes anonymes.
Le 20 août, Radio-Canada donne sa version des faits dans le dossier de Pascale Nadeau et cette dernière juge qu'il s'agit d'une contre-attaque désespérée de la société d'état,.
En 2022, Pascale Nadeau poursuit Radio-Canada pour 350 000 $, dont 250 000 $ en « réparation des dommages moraux causés par sa conduite abusive, illégale et fautive » et 100 000 $ « pour les atteintes illicites et intentionnelles portées à ses droits fondamentaux de sauvegarde de sa dignité, de son honneur et de sa réputation ». En octobre 2023, Mme Nadeau et Radio-Canada ont réglé à l'amiable la poursuite civile, sans en préciser la nature. Ses griefs déposés contre le Syndicat des travailleuses et travailleurs de Radio-Canada (STTRC) pour mauvaise représentation ont été résolu en même temps,.

## Anecdotes
- Son parrain de naissance est le chef d'antenne Peter Jennings[réf. nécessaire].